# Amueshas
Amueshas eller yaneshas, är en etnisk grupp i den peruanska djungeln i Amazonas. Amueshas uppgår enligt folkräkningen till 7.000 personer spridda över 48 samhällen belägna i provinserna Puerto Inca (Huanuco), Chanchamayo (Junín) och Oxapampa (Pasco). De utgör en relativt liten grupp, endast 2,91% av ursprungsbefolkningen i Amazonas i Peru. Deras samhällen ligger på en rad olika höjder, från 200 till 1600 meter över havet, längs stränderna av floderna Pichis, Palcazu, Pachitea, Huancabamba, Cacazu, Chorobamba, Yurinaqui, med flera.